# César Bettex
César Bettex (* 25. Dezember 1863 in Yverdon-les-Bains, Kanton Waadt) war ein Schweizer Sportschütze. Er nahm an den Olympischen Sommerspielen 1900 in Paris teil, ohne eine Medaille zu erringen.